# هزار

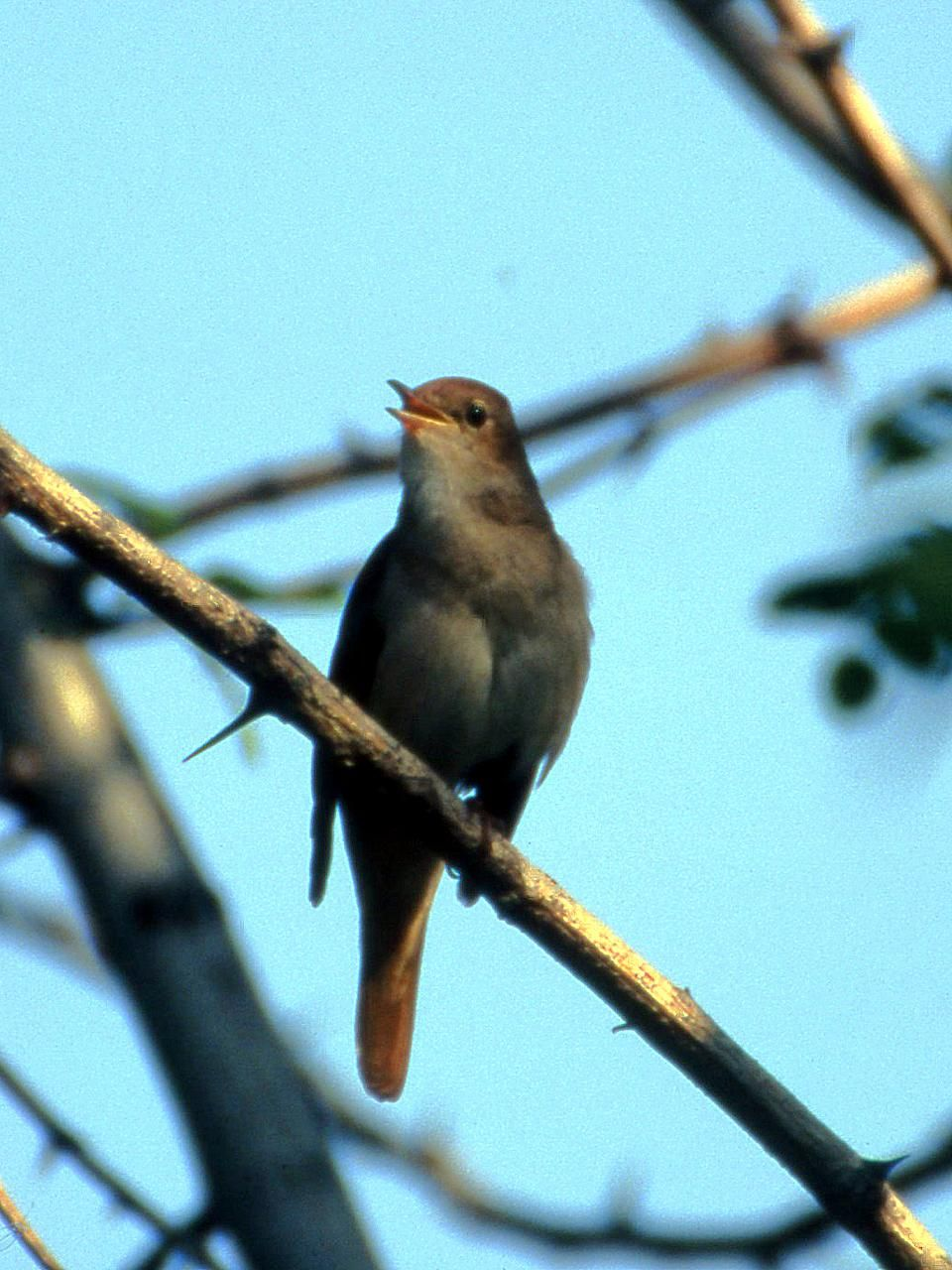
هزار

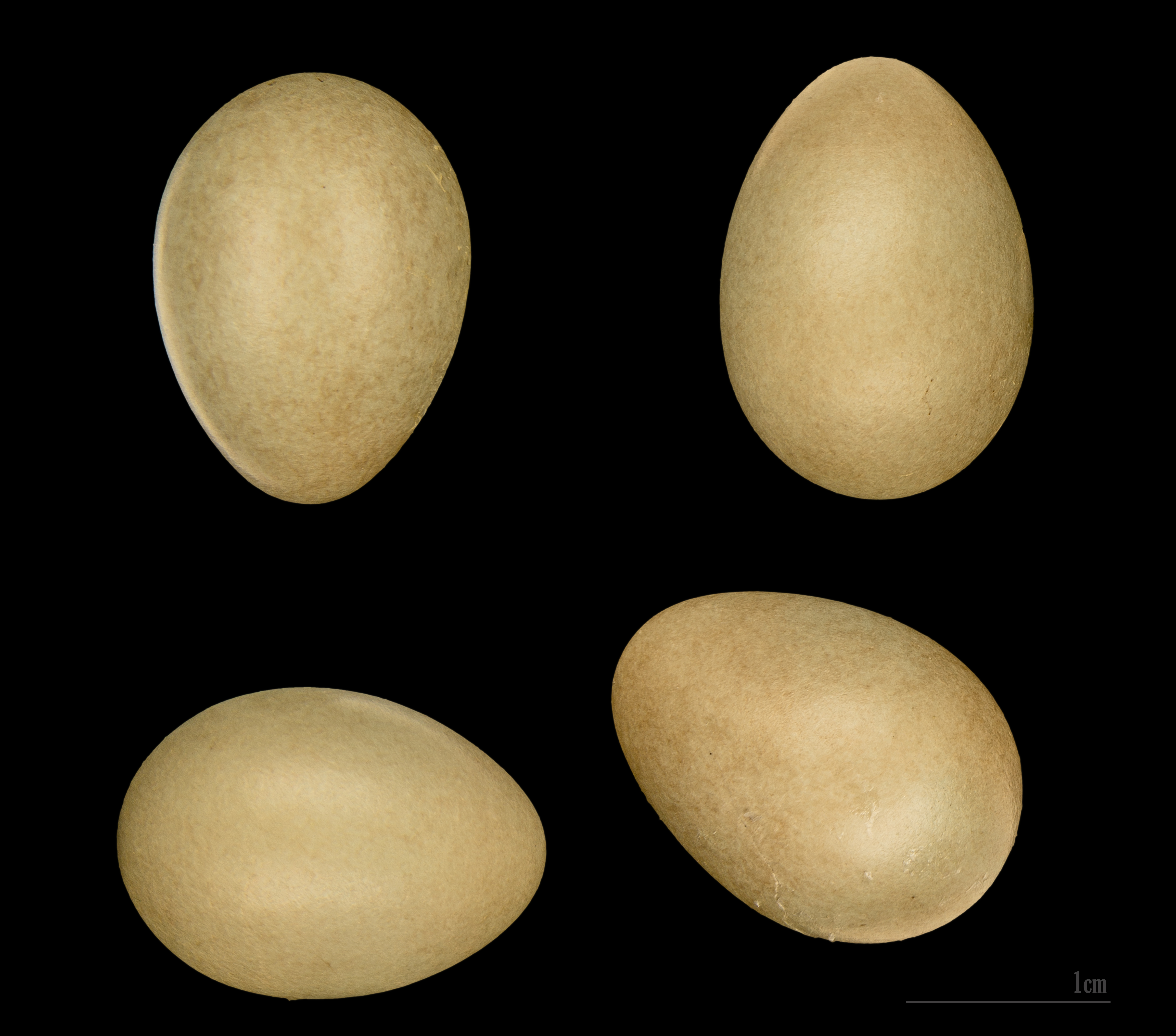
بيض هزار.

الهَزَار، أو الهَزَار الغِرِّيد وتسمى في بعض البلدان العَنْدَلِيب (الجمع: عنادل) (الاسم العلمي: Luscinia megarhynchos)، هو طائر ينتمي إلى صائدة الذباب (فصيلة: Muscicapidae) منتشر بكثرة في أوروبا وآسيا وشمال إفريقيا. وهو ذو بطن لونه بني فاتح أو رمادي، ظهره بني وذنبه بني يميل إلى الحمرة. يعيش في التشققات الموجودة في الأبنية ويحب التعشيش بحافة الغابات، او المستنقعات، ويقوم ببناء عشه من القش، وتبيض أنثاه العديد من البيض، ويتغذى على الحشرات كالديدان وعلى الحبوب. صوت الذكر مشهور جداً وعالٍ ومتنوع التصفير خاصة في موسم التكاثر، وبالرغم من انه يغني طوال النهار، فهو يغني بصورة غير عادية بالمساء ومن المفترض أن يكون الغناء في وقت السحر، خلال الساعة قبل شروق الشمس، مهمًا في الدفاع عن منطقة الطائر.. ويتواجد الهزار بكل القارات تقريباً، ويعتبر من بين أنواع الطيور المهاجرة بفصل الشتاء، لأنه طائر يفضل الأماكن الجافة والمشمشة. يأكل الحشرات والبدور، والثمار، وبعض أنواع الفواكه البرية، وحبوب الدخن والخضار والبيض أو من المحاصيل الزراعية بالريف. طائر الهزار حساس ويخاف بسرعة من معظم الحيوانات كالكلاب والقطط والسحالي والفئران.

## المواطن
منتشر بكثرة في أوروبا وآسيا وإفريقيا.

## الشكل والغناء
طول جسمه يتراوح بين 15 إلى 16.5 سم وهو ذو بطن لونه بني فاتح أو رمادي, ظهره بني وذنبه بني يميل إلى الحمرة. يعيش في التشققات الموجودة في الأبنية. ويقوم ببناء عشه من القش. وتبيض أنثاه العديد من البيض. ويتغذى على الحشرات كالديدان وعلى الحبوب.
صوت الذكر مشهور جدا وعال ومتنوع التصفير خاصة في موسم التكاثر. بالرغم من انه يغني طول النهار، فهو يغني بصورة غير عادية بالمساء ويجعل هذا تغريده بارزا لأن القليل من العصافير تلك التي تغني في مثل هذا الوقت. وتشير الأبحاث الأخيرة إلى أن العصافير تغني بصوت أقوى في المناطق المسكونة وخاصة المدن أكثر من غيرها وذلك حتى تتغلب على الضجة.

## وصلات خارجية
- Nightingale videos, photos & sounds on the Internet Bird Collection
- Uncompressed high-quality Nightingale sound file, The Freesound Project, (requires free account to download). Retrieved 14 April 2012.
- High-quality Nightingale sound file, The Freesound Project: (requires free account to download). Retrieved 14 April 2012.
- Royal Society for the Protection of Birds  [لغات أخرى]‏ (British) Nightingale Nightinghale, Retrieved June 11, 2007
- Rose and nightingale in Persian art
- Nightingale song and behavioural ecology
- Ageing and sexing (PDF) by Javier Blasco-Zumeta